# Jos Gemmeke (journalist)
Jos Gemmeke (1920 - 2003) was een Belgische radiojournalist, die actief was bij de Vlaamse openbare omroep BRT.

## Hoofdredacteur
Gemmeke kwam in dienst kort na de Tweede Wereldoorlog als journalist bij de BRT-radio en kreeg naambekendheid door zijn verslaggeving van de Mijnramp van Marcinelle in 1956. In de jaren 70 werd hij hoofdredacteur van de radionieuwsdienst van de BRT, nadien hoofd van de schoolradio bij diezelfde zender.